# Daniel I de Moscou
Daniel o Daniil I Aleksàndrovitx (Vladímir, 1261 - 4/5 de març de 1303, Moscou), fou el quart fill (després de Demetri, Andrei i Basili) d'Aleksandr Iaroslàvitx Nevski (1220-1263), gran príncep de Vladímir, i d'Aleksandra Briatxislavna, princesa de Polotsk. Daniel és considerat príncep de Moscòvia (1282?-1303), i declarà Moscou com la seva capital.

## Regència del germà Demetri
Des que era un nen, el Principat de Moscou havia estat governat pels tiuns (que eren servents privilegiats dels kniazi o boiars), nomenats pel gran príncep de Vladímir i Tver, Iaroslav Iaroslàvitx, oncle patern de l'oncle de Daniel I. Això passava perquè des de 1248 Moscou tornava a ser del gran Principat de Vladímir. Anys abans, s'havia fet independent pel gran auge que va experimentar a conseqüència de la invasió de Mongòlia al sud del principat.
El seu pare, gran príncep de Vladímir, el 1261, en néixer Daniel, li assignà la ciutat de Moscou a ell. Quan Aleksandr morí el 1263, el seu successor, Demetri, i el seu govern, va manar a Moscou mentre Daniel no madurés.

## El primer príncep de Moscòvia amb Moscou capital
Daniel I es feu càrrec del Principat de Moscou tot sol en una data indeterminada, que es debat entre el 1277 i el 1283 (el 1282 és la data més fiable, puix que sembla que hi ha una crònica d'aquell any que menciona Daniel com a governador independent de Moscou per primera vegada).

## L'inici de l'auge de Moscou
En aquells anys, hi havia una gran pugna pel poder absolut del territori rus entre els germans de Daniel, Demetri Pereiaslavski (governador de Vladímir) i Andrei Gorodetski (governador de Nóvgorod). Daniel I, els primers anys, donà suport un temps a l'un, un temps a l'altre, alternant-los. Això succeí fins al 1293, any en què els tàrtars enviats per Andrei a Rússia arruïnaren Moscou. A partir d'aquell any, inicià una política d'aliances amb Demetri i el seu fill, Joan. A la mort del gran príncep de Vladímir el 1294, Daniel encapçalà la lluita contra Andrei Gorodetz. Allò va ser l'inici de l'auge del Principat de Moscou quant a influència política i territori, i també amb la conquesta de la terra fèrtil de Kolomna el 1300.
Dos anys després, any en què el príncep de Pereiàslav Ivan Dmítrievitx morí, seguint el seu testament, Daniel va fer de Pereiaslavl part del territori del Principat de Moscou, augmentant-ne així l'extensió. Andrei, el seu germà, però, intentà arrabassar-li l'herència del territori de Pereslav amb l'ajuda del kan mongol. Mentrestant, Daniel morí el 4 o el 5 de març de 1303.
Daniel de Moscou és considerat l'iniciador de l'auge de la ciutat; durant el seu govern el territori del Principat de Moscòvia s'eixamplà molt.
La descendència de Daniel I fou de dona desconeguda, i dels 6 fills que tingué, dos foren prínceps de Moscòvia: Iuri I, príncep de Moscòvia i de Vladímir; Ivan I, príncep de Moscòvia i de Vladímir; Borís, príncep de Nóvgorod; Aleksandr i Afanasi, i la seva filla fou Aleksandra.
De l'època d'aquest príncep són els més remots monestirs, com els de Danílov (als afores del sud de Moscou) i Bogoiavlenski (en una regió comercial de Moscòvia). Una llegenda posterior diu que ell és enterrat a Danílov. Per tot el que representa la seva figura, sant Daniel ha estat canonitzat per l'Església ortodoxa russa.